# Giovanni Cavalleri
Giovanni Pietro Maria Cavalleri, detto "Rana" (Sabbio, 12 aprile 1858 – Levate, 1934), è stato un pittore italiano decoratore e affrescatore di chiese, appartenente alla corrente verista.

## Biografia
Nato da Faustino e Giovanna Bona nell'allora comune di Sabbio Bergamasco, fin dai primi anni dimostra interesse verso l'arte e la pittura, tanto da indurre i genitori a iscriverlo nel 1871 all'Accademia Carrara sotto la guida di Enrico Scuri, dove ha come compagni altri futuri artisti di rilievo come Giacomo Calegari, Abramo Spinelli, i fratelli Rinaldo Agazzi ed Ermenegildo Agazzi; è successivamente allievo del ritrattista Cesare Tallone fino al 1880, anno in cui lascia la scuola orobica.
Il rapporto con lo Scuri è controverso, in particolare a causa dell'incompatibilità caratteriale e dell'insofferenza di Cavalleri per la didattica reputata antiquata del maestro, uno degli ultimi esponenti del classicismo; nel 1885 viene coinvolto, con altri artisti, nel processo per il presunto danneggiamento di alcune sue opere.
Nel 1882 con Rinaldo Agazzi riceve un sussidio dalla Commissaria dell'Accademia Carrara per proseguire il perfezionamento artistico a Roma, dove fino al 1885 frequenta gli studi di Salvador Sánchez Barbudo, Cesare Maccari, José Villegas e del freschista bergamasco Luigi Galizzi.
Nel 1878 partecipa alla mostra dell’Accademia Carrara con La Dama del momento, che riceve una menzione e un premio dalla giuria, mentre nel 1884 vi espone il Suonatore di chitarra.
Tra il 1888 e il 1890 avvia l'attività di affreschista, che lo porta a dipingere in molte chiese dei territori bergamasco e bresciano opere dove traspare l’influenza dei pittori classici, in particolare del cinquecento e del settecento.
Il soprannome "Rana" gli viene conferito per una consuetudine di Sabbio Bergamasco, paese di origine del Cavalleri dove, come in altri comuni della zona in quel periodo storico, si apprezzavano particolarmente le rane.
Tra i suoi allievi il decoratore bergamasco Eugenio Bertacchi, sposo della nipote di Cavalleri.
Muore a Levate nel 1934.

## Dipinti
- La Dama del momento (1878), olio su tela, collezione privata;
- Testa d'uomo con barba o  Autoritratto (1881), olio su tela, Accademia Carrara, Bergamo[2];
- Suonatore di chitarra (1884), olio su tela, collezione privata

## Affreschi
- Stucchi nella Chiesa Maria Madre della Misericordia di Lumezzane[3];
- Scene della vita di S. Pancrazio, Chiesa di San Pancrazio, Bergamo[4];
- Gesù crocifisso e angeli, Martirio di San Bartolomeo e Predicazione di San Bartolomeo (1907), Chiesa di San Bartolomeo, Colere;
- Il Sacro Cuore di Gesù appare a santa Margherita Alacoque (1910) Chiesa di Santa Maria Assunta, Calcinate;
- Santa Agnese, Santa Margherita, Santa Chiara e Santa Caterina, chiesa parrocchiale di San Giacomo Maggiore Apostolo, Sedrina[5];
- Incoronazione della Vergine con i quattro Evangelisti e Assunzione di Maria (1899), chiesa parrocchiale della Sacra Famiglia, Ghiaie di Bonate Sopra[6];
- Ciclo di affreschi riguardanti la vita di Maria e delle donne protagoniste dell’Antico Testamento, Santuario della Madonna della Forcella, Pradalunga[7];
- Ciclo di affreschi rappresentanti Annunciazione, Natività, le quattro Sante, gli Evangelisti e sant'Agostino, chiesa parrocchiale di San Giacomo Maggiore, Sedrina[8];
- Sant'Agostino vescovo e Dottore della Chiesa, chiesa dei SS. Pietro e Paolo, Olda[9];
- Ciclo di affreschi raffiguranti San Gregorio, Sant'Ambrogio, Sant'Agostino e San Girolamo, Chiesa parrocchiale di San Zenone, Osio Sopra[10];
- Sant'Agostino scrive per ispirazione divina, chiesa di Sant'Omobono Terme[11];
- Decorazioni presso il Santuario della Madonna delle Lacrime di Ponte Nossa[12];
- Affreschi presso la chiesa parrocchiale di Valsecca[13];
- Affreschi presso la parrocchia di Sant'Antonio di Padova di Peia[14];
- Affreschi della volta presso la chiesa di San Siro di Rota Imagna[15];